# Clase Vasco da Gama
La clase Vasco da Gama es una clase de fragatas, del tipo MEKO 200 PN de concepción alemana, y el mayor buque de superficie de la Marinha Portuguesa. Portugal opera un total de 3 buques de esta clase, que fueron construidos en Kiel por Blohm + Voss y posteriormente por HDW, usando técnicas de construcción modular.
El proyecto para la construcción de las 3 fragatas de esta clase fue autorizado por el gobierno portugués en 1985, cinco años después de producirse la solicitud de la Marinha para la adquisición de nuevos buques de superficie. El 60% de los fondos para la construcción de estos buques, provino de la ayuda militar de la OTAN. Las armadas de Turquía, Grecia, Australia y Nueva Zelanda, operan buques similares.

## Buques
| Numeral | Nombre         | Puesta en grada       | Astillero    | botado                  | Asignado                | Imagen |
| ------- | -------------- | --------------------- | ------------ | ----------------------- | ----------------------- | ------ |
| F330    | Vasco da Gama  | 2 de febrero de 1989  | Blohm + Voss | 26 de junio de 1989     | 20 de noviembre de 1990 |        |
| F331    | Álvares Cabral | 2 de junio de 1989    | HDW          | 2 de mayo de 1990       | 18 de enero de 1991     |        |
| F332    | Corte-Real     | 20 de octubre de 1989 | HDW          | 22 de noviembre de 1991 | 1 de febrero de 1992    |        |

## Buques similares
- MEKO 360
- clase Hydra - Grecia
- clase Anzac – Australia y Nueva Zelanda
- clase Bárbaros - Turquía
- clase Yavuz - Turquía